# Wołowiec (województwo małopolskie)
Wołowiec (rusiń. Воловец) – wieś w Polsce, położona w województwie małopolskim, w powiecie gorlickim, w gminie Sękowa.
Wieś królewska starostwa bieckiego w powiecie bieckim województwa krakowskiego w końcu XVI wieku. W latach 1975–1998 w województwie nowosądeckim.

## Zabytki
Obiekt wpisany do rejestru zabytków nieruchomych województwa małopolskiego.
- cerkiew prawosławna pod wezwaniem Opieki Matki Bożej z XVIII wieku wybudowana w typie zachodniołemkowskim (należy do parafii w Bartnem).

## Inne zabytki
- kapliczki łemkowskie.

## Inne informacje
W Wołowcu mieszka małżeństwo pisarzy, Andrzej Stasiuk i Monika Sznajderman, i ma tam siedzibę założone przez nich Wydawnictwo Czarne.

## Szlaki piesze
- Główny Szlak Beskidzki: Regetów – Rotunda (771 m) – Zdynia (Ług) – Krzywa – Wołowiec – Bacówka PTTK w Bartnem
- Magura Wątkowska (846 m n.p.m.) – Bartne – Banica – Wołowiec – Nieznajowa – Radocyna

## Galeria

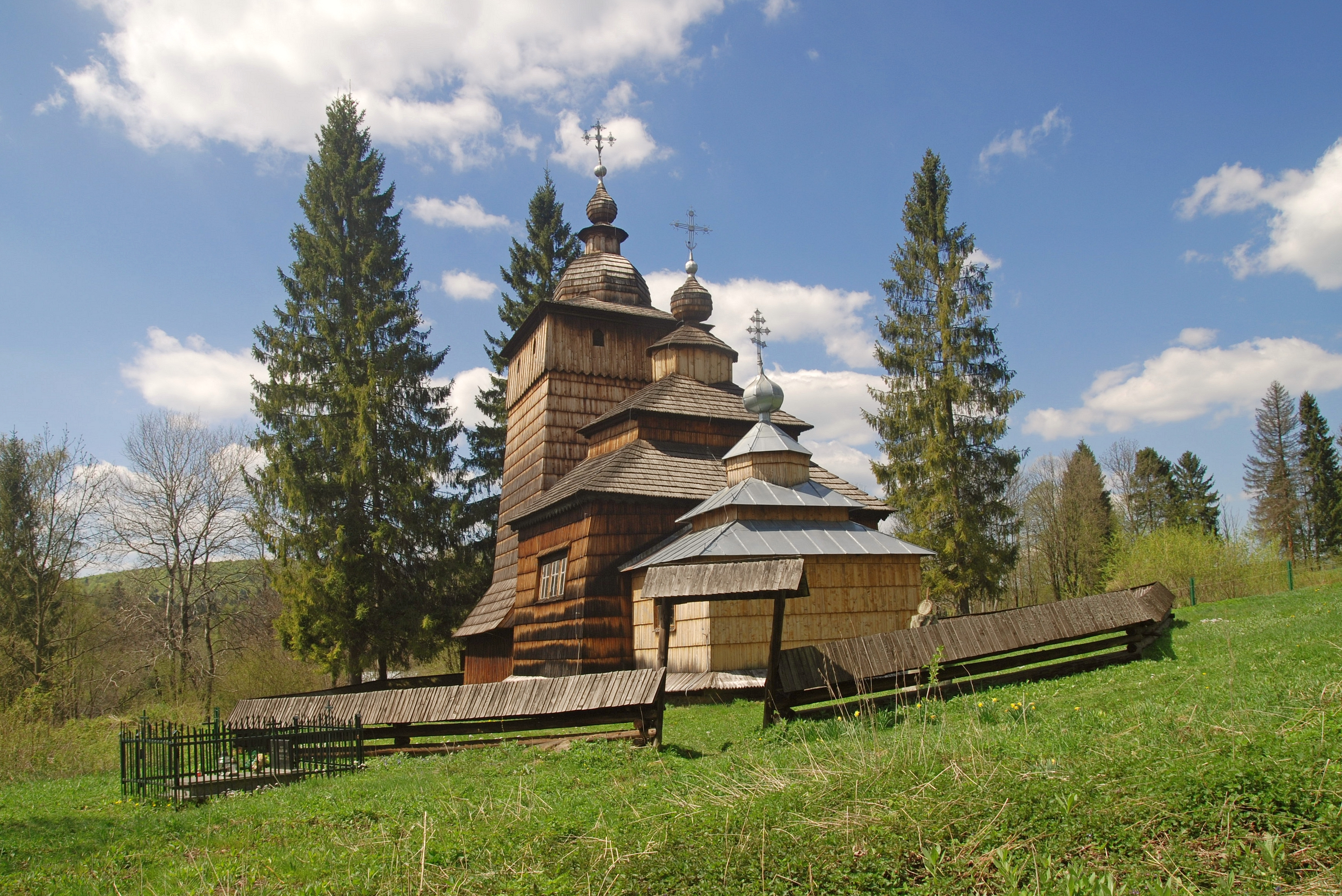
Cerkiew Opieki Matki Bożej
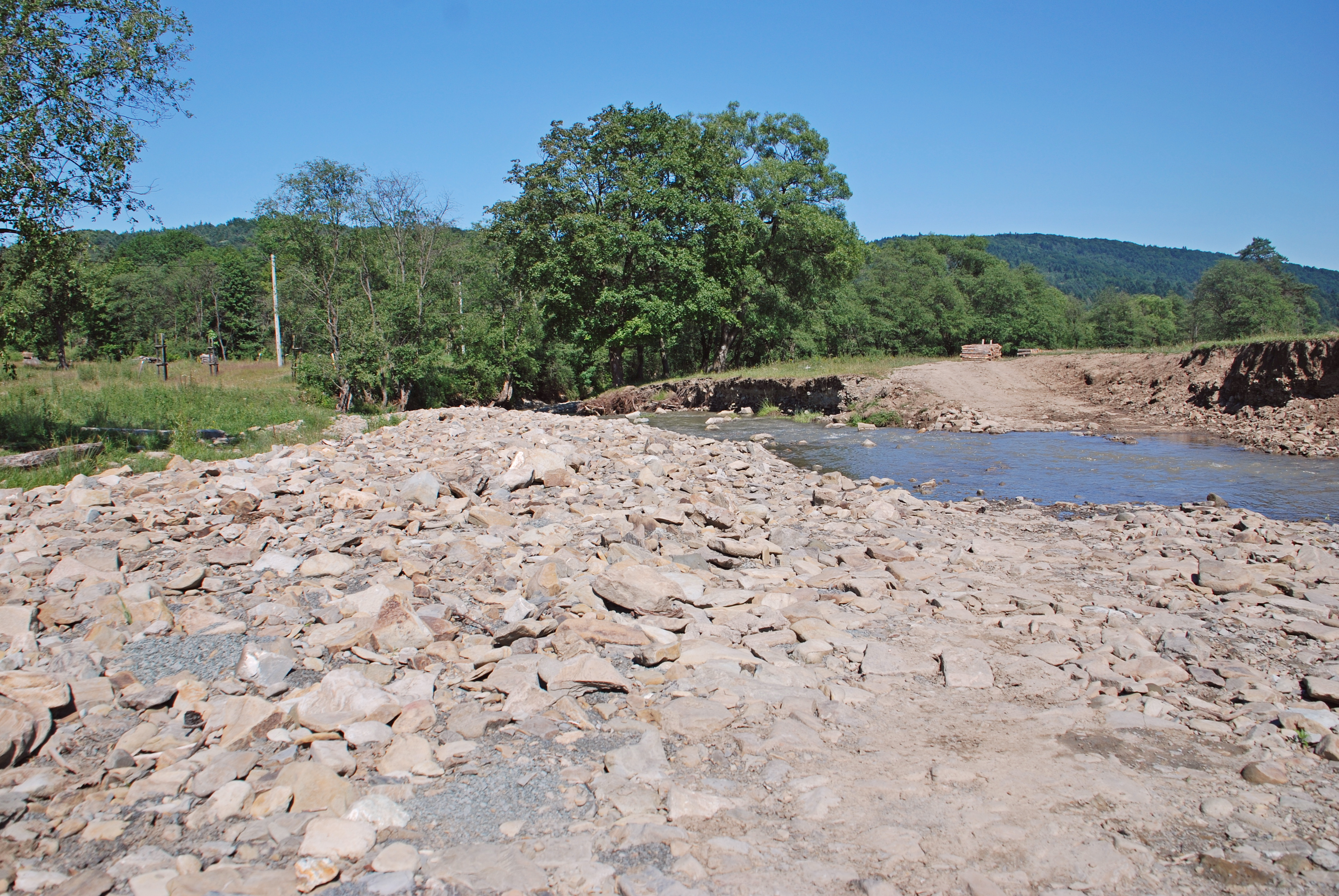
Potok Zawoja w Wołowcu
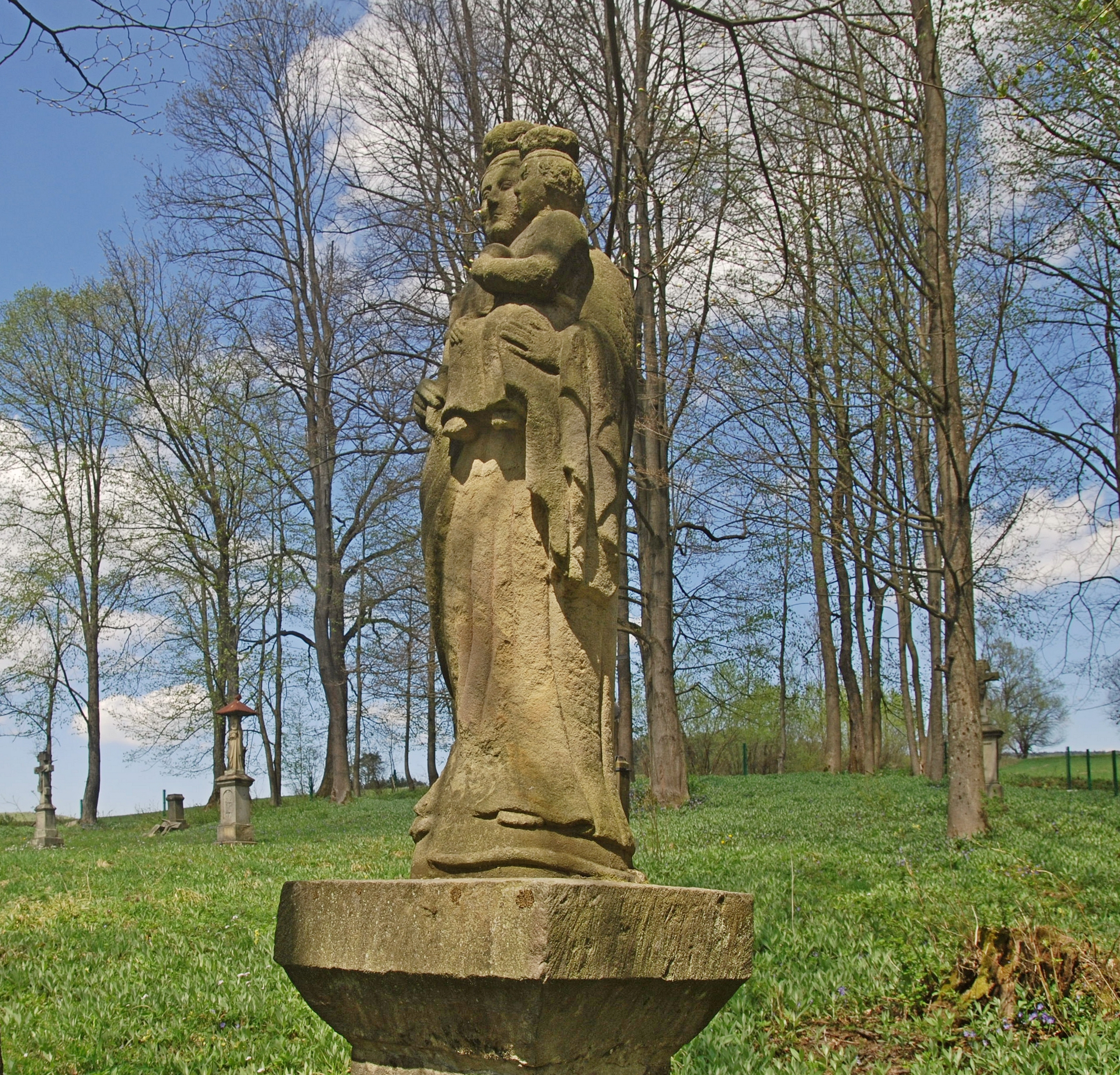
Cmentarz przycerkiewny